# Ốc anh vũ Palau
Ốc anh vũ Palau (danh pháp hai phần: Nautilus belauensis) là một loài ốc anh vũ bản địa ở các vùng nước quanh đảo quốc Thái Bình Dương Palau. N. belauensis rất giống với Nautilus pompilius. Loài này là loài ốc anh vũ lớn thứ nhì sau Nautilus pompilius pompilius. Vỏ có đường kính khoảng 210 mm dù mẫu vật có đường kính 226 mm đã được ghi nhận.